# Datsun Cherry
Datsun Cherry puis Nissan Cherry a été le nom de quatre générations d'automobiles compactes fabriquées par le constructeur japonais Datsun-Nissan. Elles ont été le modèle d'entrée de gamme de ce constructeur jusqu'à l'arrivée de la Micra. Au Japon, la Cherry s'appelait Pulsar.

## DatsunCherry(1970-1974)

### Description
La Datsun Cherry I (connue en interne sous le code E10) a été le premier modèle du constructeur japonais Datsun à être doté d’un moteur situé à l’avant accouplé à une transmission avant, les modèles précédents ayant été à propulsion.
Les Datsun Cherry étaient disponibles en 3 versions :
- 100A équipée du moteur 1 litre
- 120A équipée du moteur 1,2 litre.
- 1200X-1 R équipée du moteur 1,2 litre avec une culasse retravaillée et deux carburateurs Hitachi SU.

### Motorisations
La Datsun Cherry I était équipée de moteurs à essence, 4 cylindres en ligne avec soupapes en tête.
| Moteur      | Cylindrée | Nbre de cylindres et architecture | Puissance max. | Couple max. | Vitesse max. | 0 à 100 km/h | Disponibilité                     |
| ----------- | --------- | --------------------------------- | -------------- | ----------- | ------------ | ------------ | --------------------------------- |
| Essence     |           |                                   |                |             |              |              |                                   |
| 1.0 (A10)   | 988 cm3   | 4 en ligne                        | 53 ch (33 kW)  | 8 mkg       | 140 km/h     |              | 1970 - 1974                       |
| 1.2 (A12)   | 1 171 cm3 | 4 en ligne                        | 62 ch (38 kW)  | 9,7 mkg     | 150 km/h     |              | 1970 - 1974                       |
| 1.2 (A12GX) | 1 171 cm3 | 4 en ligne                        | 80 ch (59 kW)  | 9,8 mkg     | 160 km/h     |              | 1973 - 1974 (sur Coupé 1200X-1 R) |

### Galerie

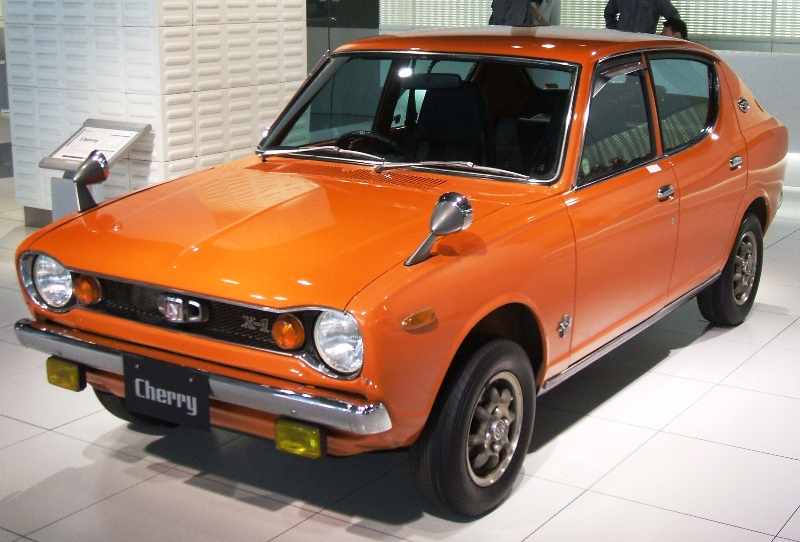
Face avant de la Datsun Cherry I 2 portes
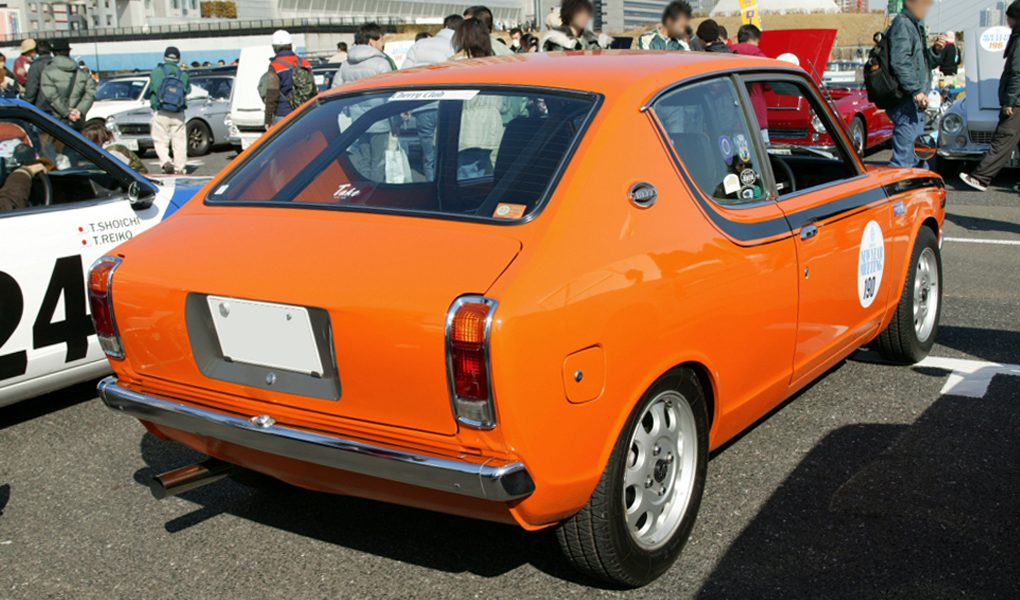
Face arrière de la Datsun Cherry I 2 portes
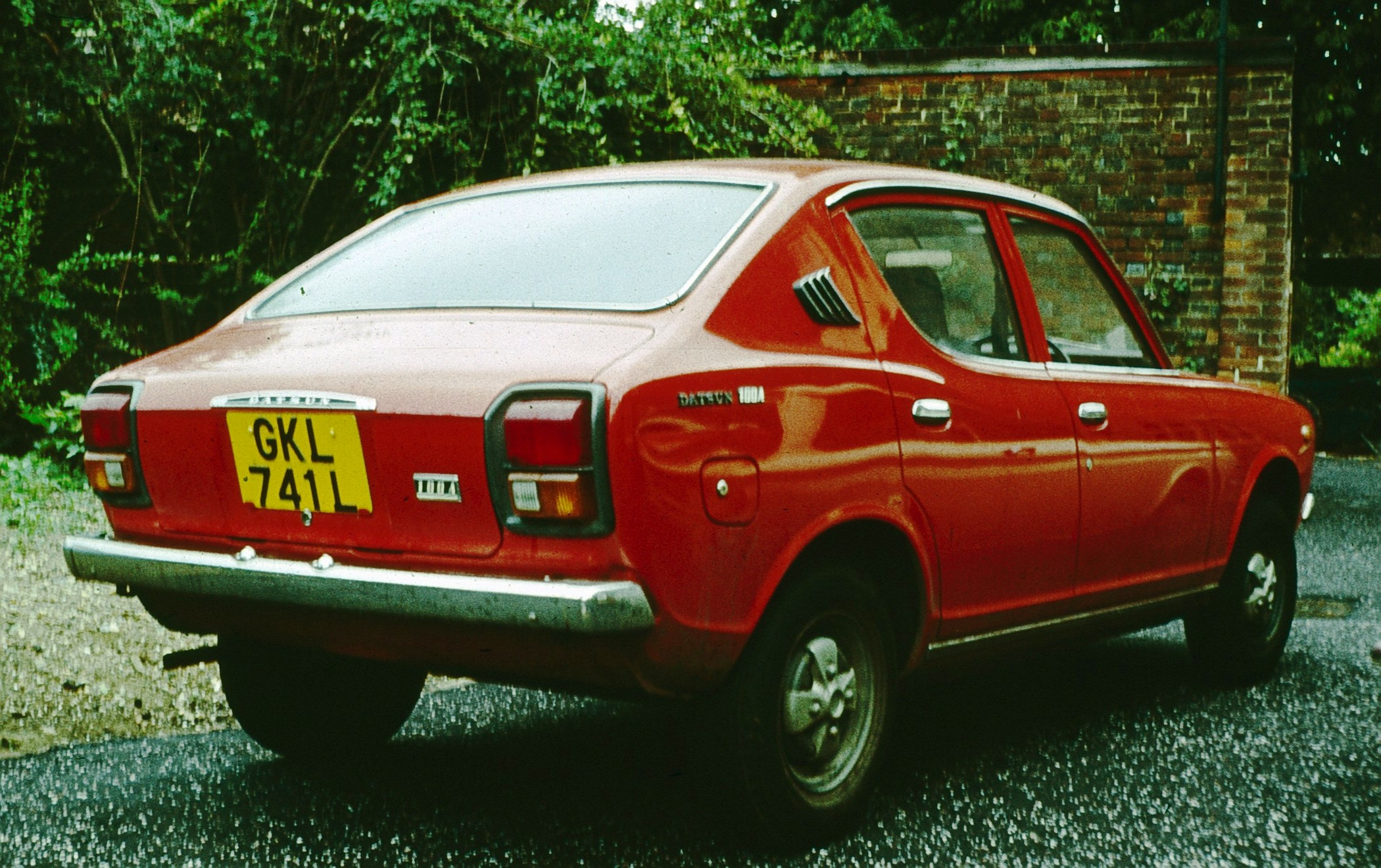
Datsun Cherry I 4 portes
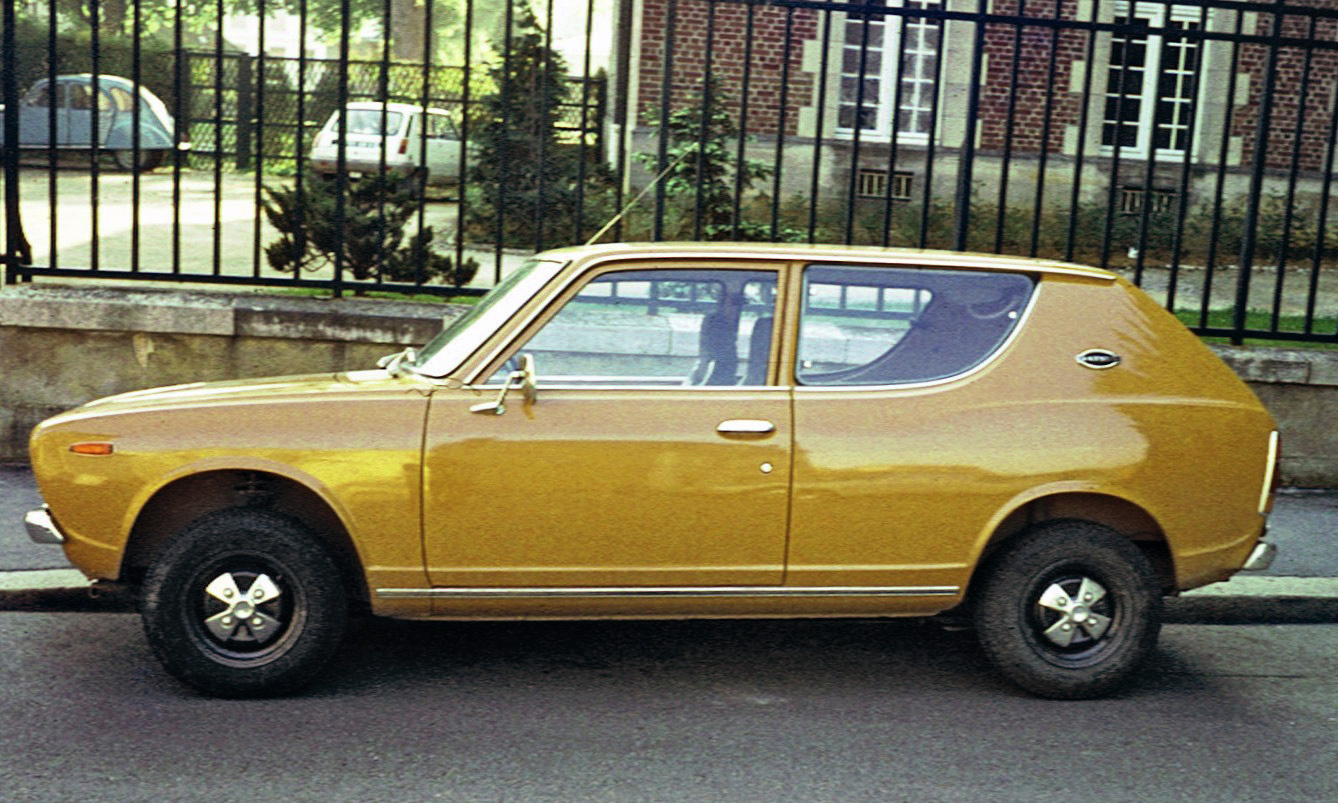
Datsun Cherry I Estate (break)
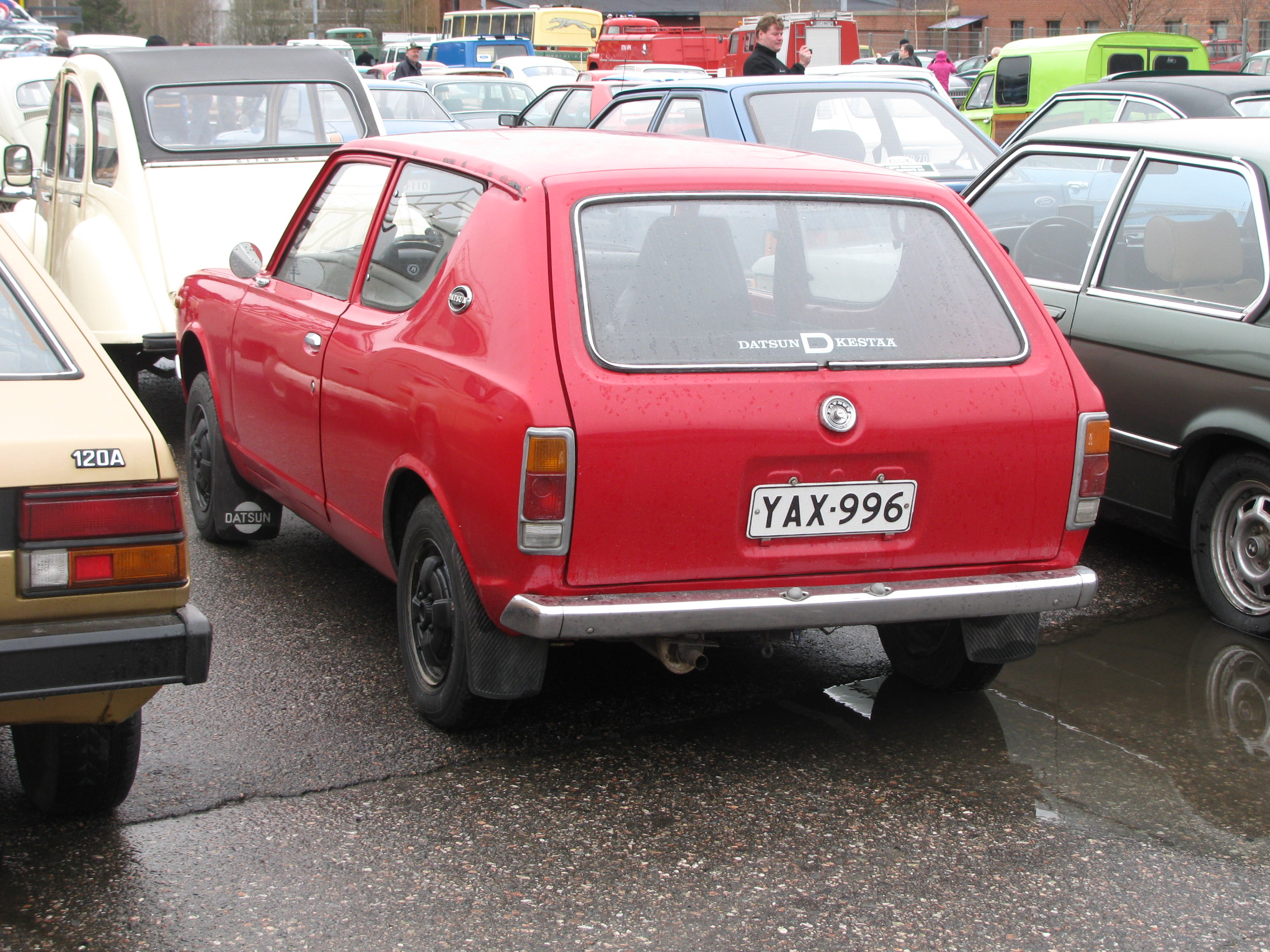
Datsun Cherry I Estate (break)
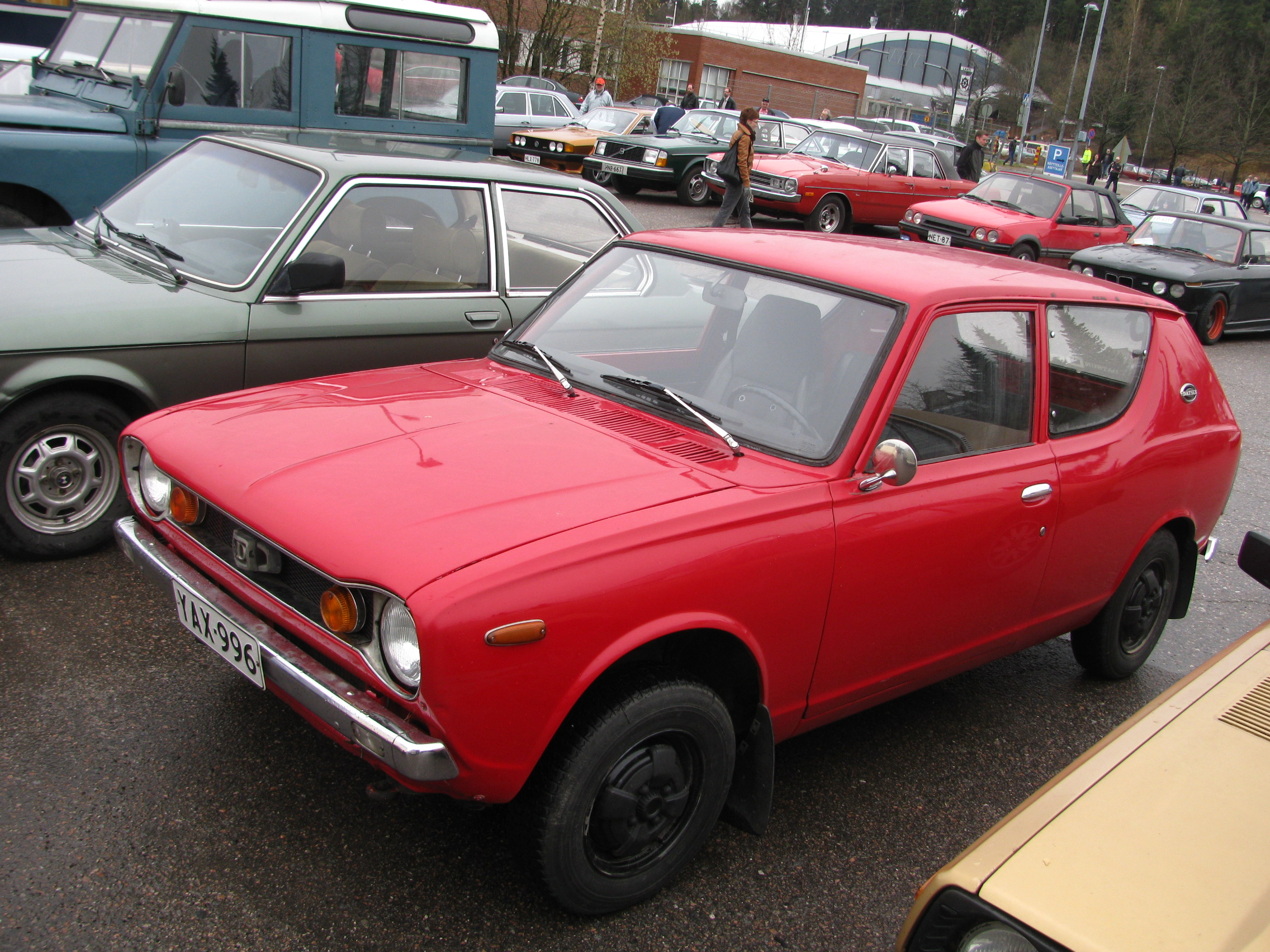
Datsun Cherry I Estate (break)
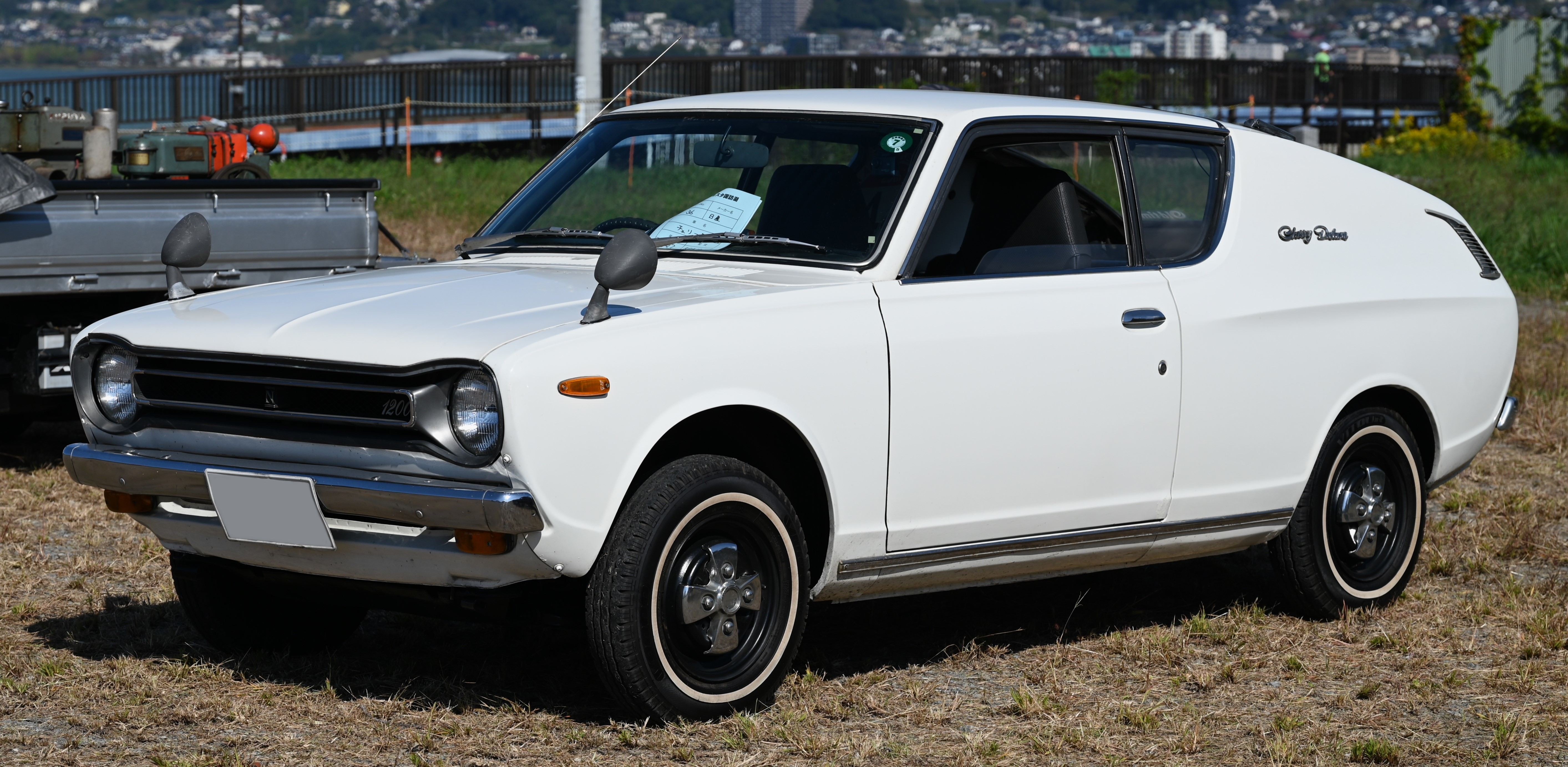
Datsun Cherry I coupé
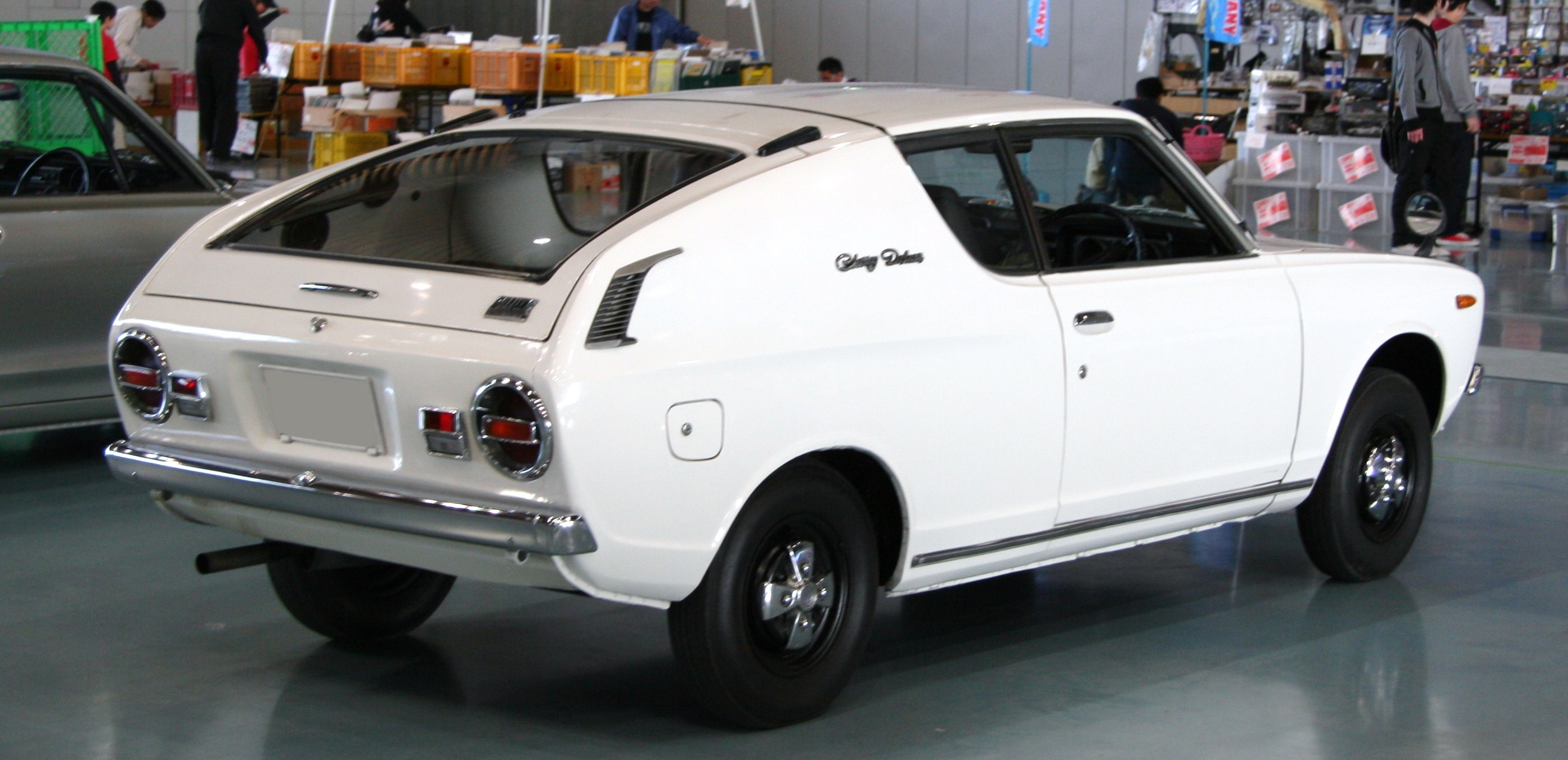
Datsun Cherry I coupé

## Datsun Cherry (1974-1978)

### Description
Ce modèle, au nom de code interne F10, est basé techniquement sur la E10 à laquelle elle ressemble. Vue de l’avant, elle se différencie par des phares plus grands et encadrés. La Cherry II a été vendue au Japon sous l’appellation Datsun F-II. En outre, elle fut la première Datsun à être exportée aux États-Unis où elle fut vendue sous l’appellation Datsun F10.

### Motorisations
La Datsun Cherry II était équipée de moteurs à essence, 4 cylindres en ligne avec soupapes en tête.
| Moteur    | Cylindrée | Nbre de cylindres et architecture | Puissance | Couple max. | Vitesse max. | 0 à 100 km/h | Disponibilité |
| --------- | --------- | --------------------------------- | --------- | ----------- | ------------ | ------------ | ------------- |
| Essence   |           |                                   |           |             |              |              |               |
| 1.0 (A10) | 988 cm3   | 4 en ligne                        | 53 ch     | 8 mkg       | 140 km/h     |              | 1974 - 1978   |
| 1.2 (A12) | 1 171 cm3 | 4 en ligne                        | 62 ch     | 9,7 mkg     | 150 km/h     |              | 1974 - 1978   |
| 1.4 (A14) | 1 397 cm3 | 4 en ligne                        | 80 ch     | 11,5 mkg    | 160 km/h     |              | 1974 - 1978   |

### Galerie

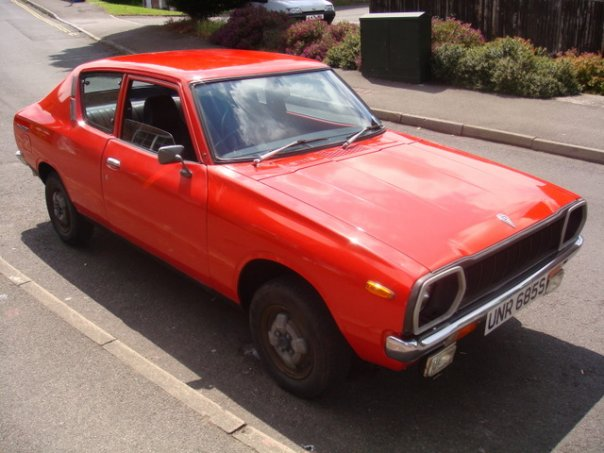
Datsun Cherry II 2 portes

## Datsun Cherry (1978-1982)

### Description
Ce modèle, au nom de code interne N10, a été vendu sous différents noms : Datsun Cherry ou Datsun 100A/120A/130A/140A/150A en Europe, Datsun 310 aux États-Unis, Nissan Pulsar au Japon, Datsun Pulsar au Canada, en Australie et en Nouvelle-Zélande.
La carrosserie connut un restylage, en 1980 (année modèle 1981) : phares avant rectangulaires, rétroviseurs sur les portières avant et non pas sur les ailes avant. En 1981 furent introduits les moteurs Nissan série E, 2e génération, qui allaient être généralisés, par la suite, sur les autres voitures de la marque.
Pour faire suite à la décision du groupe Nissan de généraliser la marque Nissan sur l’ensemble de sa gamme de véhicules, les Cherry III produites en 1982 portèrent le nouveau nom de la marque.

### Motorisations
| Moteur    | Cylindrée | Nbre de cylindres et architecture | Puissance   | Couple max. | Vitesse max. | 0 à 100 km/h | Disponibilité |
| --------- | --------- | --------------------------------- | ----------- | ----------- | ------------ | ------------ | ------------- |
| Essence   |           |                                   |             |             |              |              |               |
| 1.0 (A10) | 988 cm3   | 4 en ligne                        |             |             | km/h         |              | 1978 - 1980   |
| 1.0 (E10) | 988 cm3   | 4 en ligne                        | 50 ch       | 7,6 mkg     | 140 km/h     |              | 1981 - 1982   |
| 1.2 (A12) | 1 171 cm3 | 4 en ligne                        | 52 ch       |             |              |              | 1978 - 1980   |
| 1.3 (E13) | 1 270 cm3 | 4 en ligne                        | 60 ou 70 ch |             |              |              | 1981 - 1982   |
| 1.4 (A14) | 1 397 cm3 | 4 en ligne                        | 80 ch       | 11,5 mkg    |              |              | 1978 - 1980   |
| 1.5 (E15) | 1 488 cm3 | 4 en ligne                        | 70 ch       | 11,7 mkg    | 155 km/h     |              | 1981 - 1982   |

### Galerie

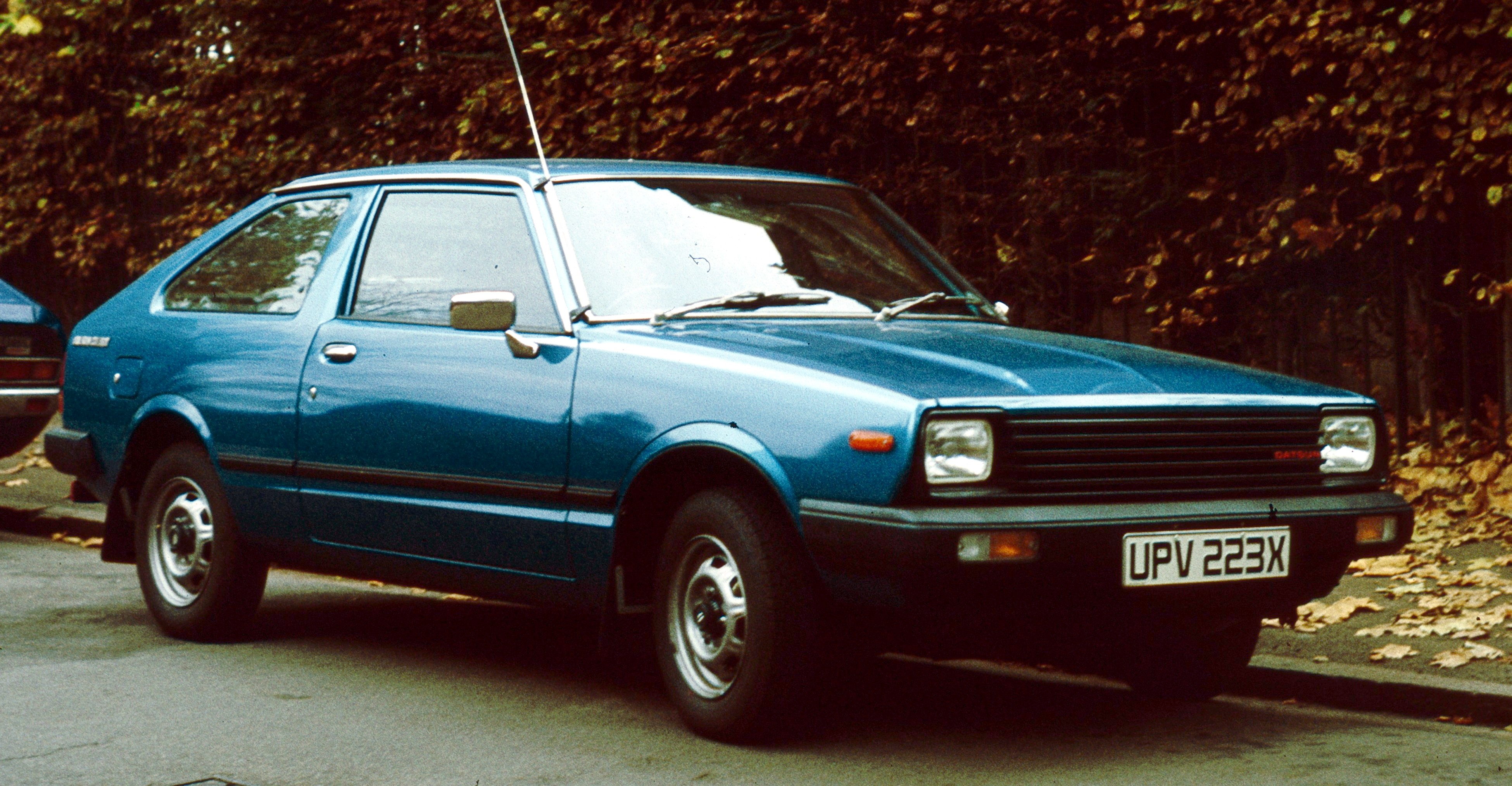
Datsun Cherry III 3 portes
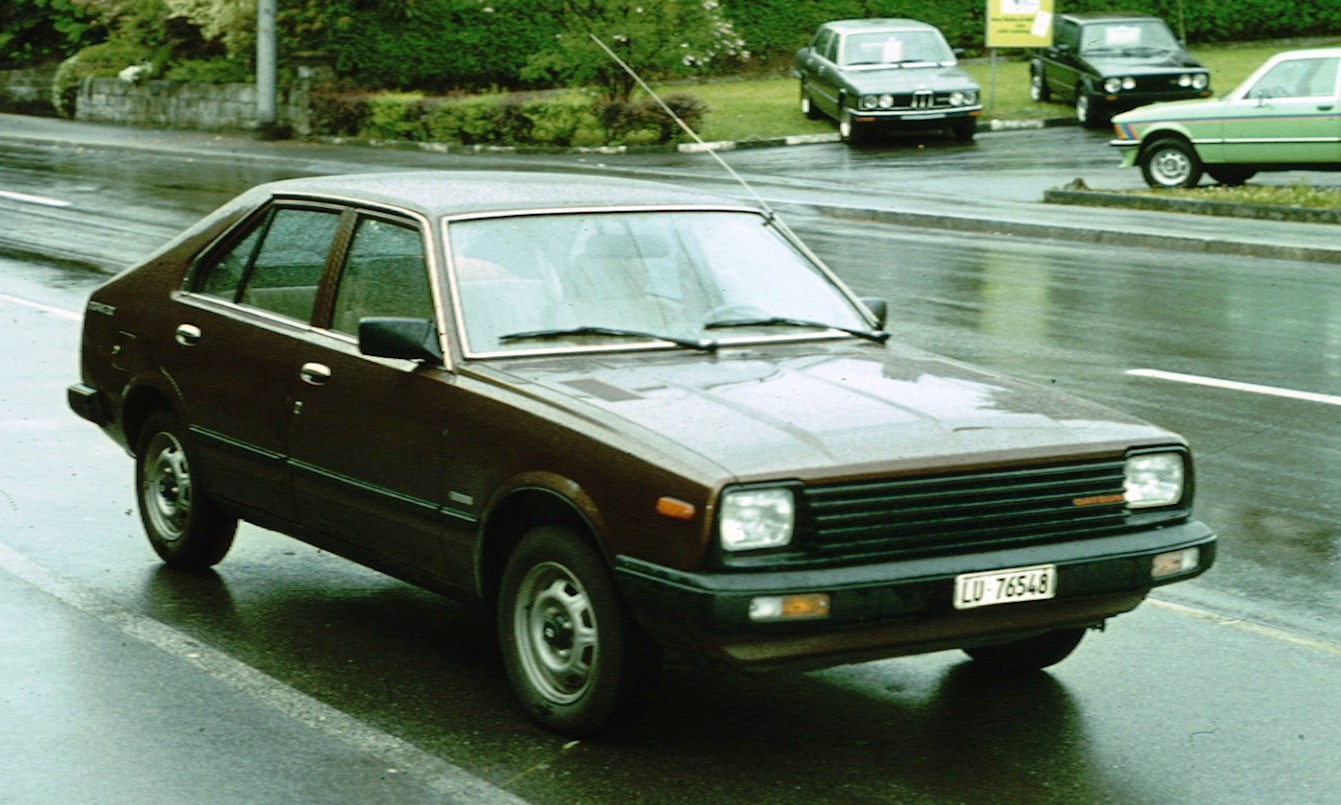
Datsun Cherry III 5 portes
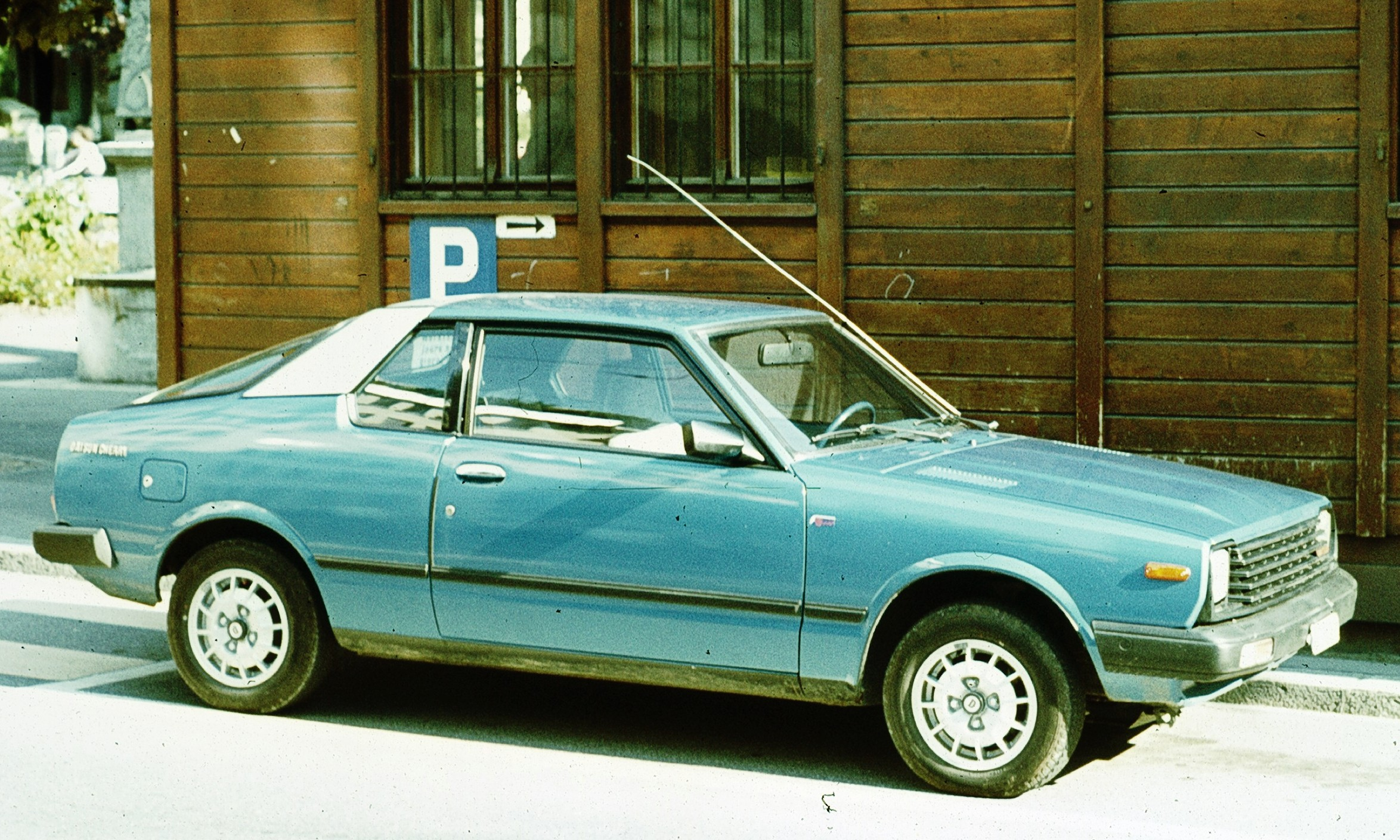
Datsun Cherry III Coupé
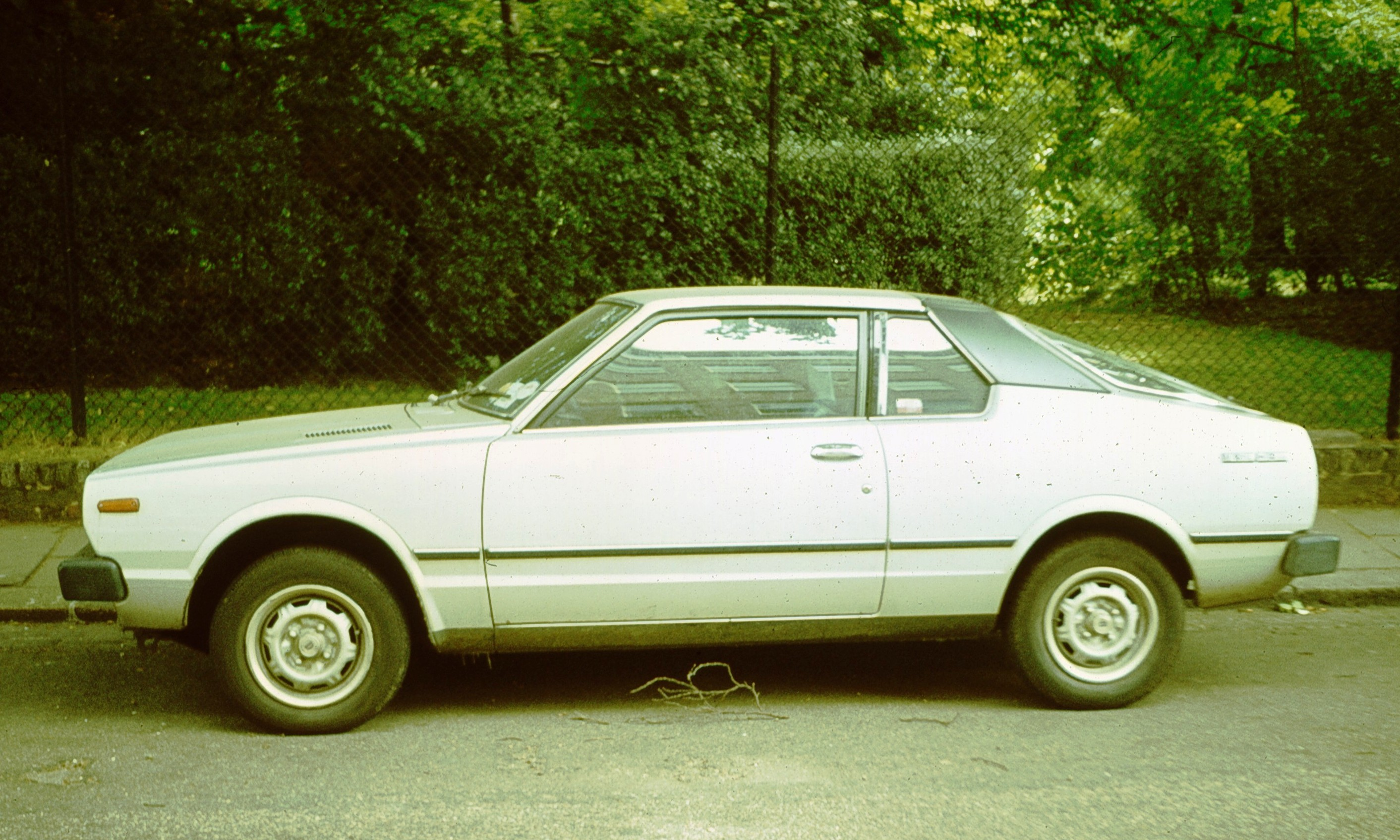
Datsun Cherry III Coupé
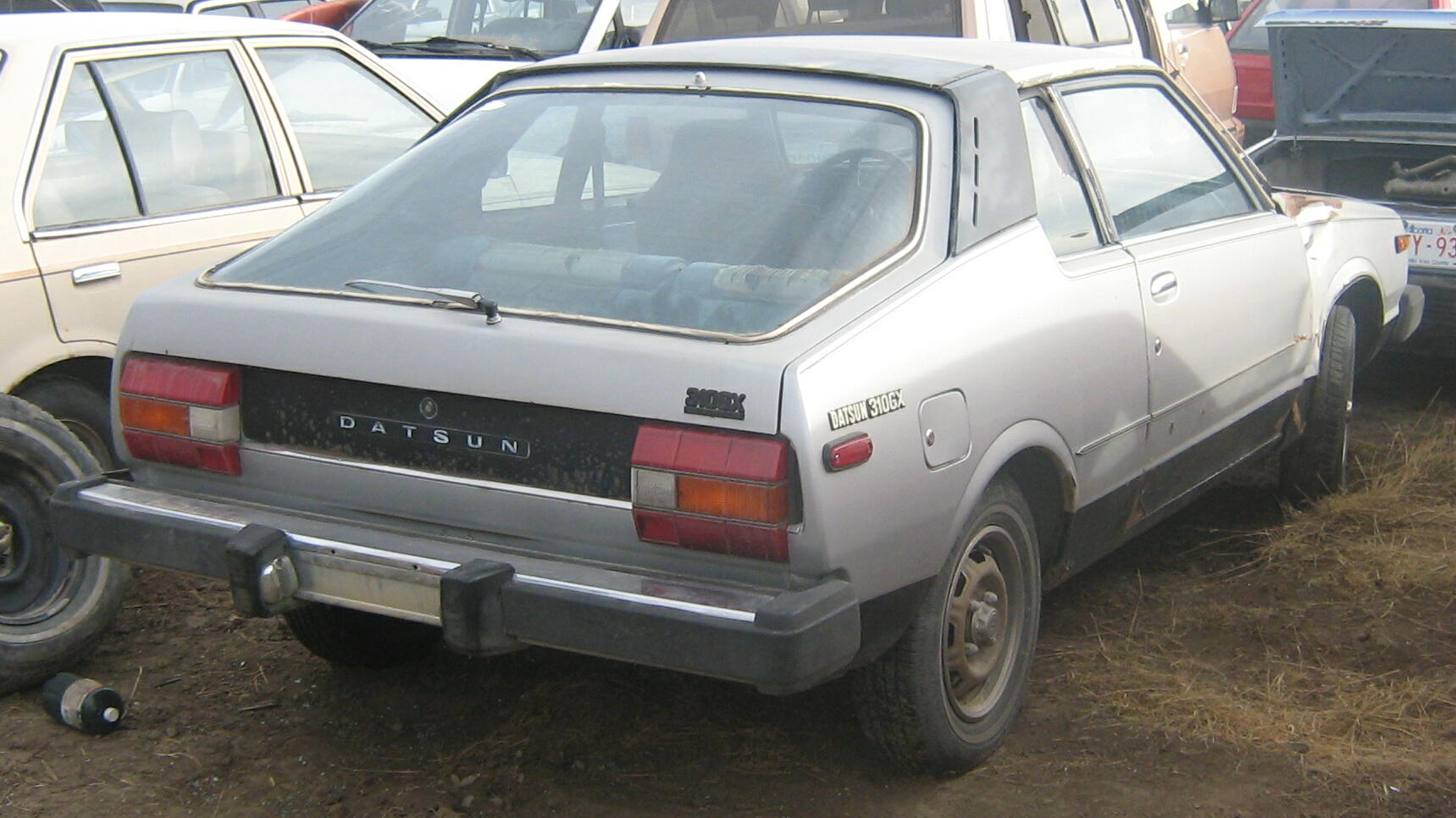
Datsun 310 Coupé (États-Unis)
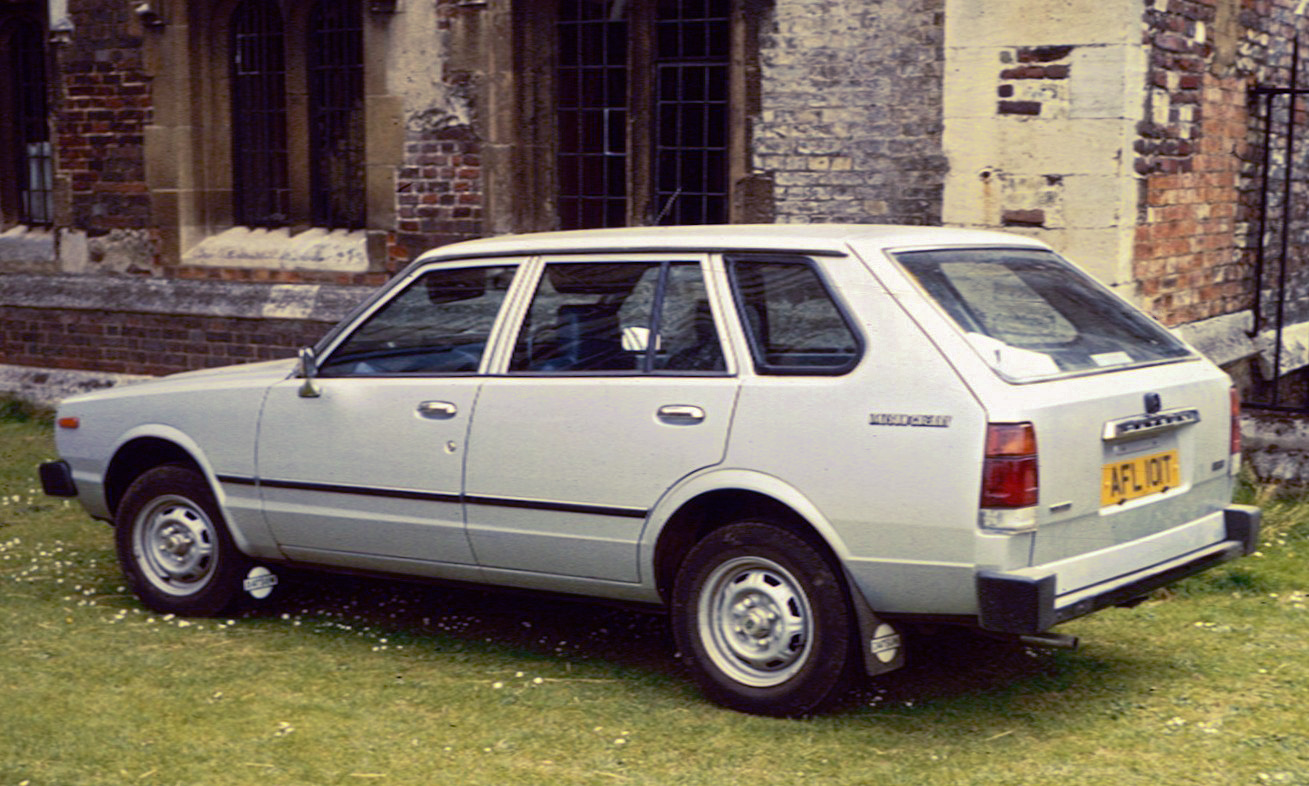
Datsun Cherry III Estate (break)

## Nissan Cherry

### Description
Ce modèle, au nom de code interne N12, a été vendu en Europe sous l’appellation Nissan Cherry, au Japon et en Amérique du Nord sous le nom Nissan Pulsar. Toutefois, les versions 3 et 5 portes ne furent vendues en Amérique du Nord qu’en 1983, le coupé Pulsar NX étant le seul à être proposé jusqu’au terme de la production de la N12.
Sur la base de la Cherry N12 fut construite par Alfa Romeo, à Pratola Serra (Italie), une version qui fut vendue en Europe, suivant le distributeur, sous l’appellation Nissan Cherry ou Alfa Romeo Arna (Arna étant l’acronyme de Alfa Romeo Nissan Autoveicoli) et, au Japon, sous l’appellation Nissan Pulsar Milano. Elle se distingue de la Cherry d’origine par ses optiques arrière et divers changements esthétiques mineurs. La partie mécanique (moteurs, transmissions, suspensions avant) est issue de l’Alfasud. En Europe furent vendues tant les versions construites en Italie que celles construites au Japon, ce qui permettait de passer outre aux quotas d’importation très restrictifs. L’Arna se vendit très mal et le partenariat entre Nissan et Alfa Romeo ne fut pas poursuivi.

### Motorisations
La Nissan Cherry était équipée de différentes motorisations suivant son lieu de fabrication.

#### Motorisations montées sur la production japonaise
| Moteur         | Cylindrée | Nbre de cylindres et architecture | Puissance     | Couple max. | Vitesse max. | 0 à 100 km/h | Disponibilité |
| -------------- | --------- | --------------------------------- | ------------- | ----------- | ------------ | ------------ | ------------- |
| Essence        |           |                                   |               |             |              |              |               |
| 1.0 (E10S)     | 988 cm3   | 4 en ligne                        | 50 ch         | 75 N m      | km/h         | s.           | 1982 - 1986   |
| 1.3 (E13S)     | 1 270 cm3 | 4 en ligne                        | 60 ch (44 kW) | 100 N m     |              |              | 1982 - 1986   |
| 1.5 (E15)      | 1 388 cm3 | 4 en ligne                        | 52 ch (55 kW) | 121 N m     |              |              | 1982 - 1986   |
| 1.6 (E16) cat. | cm³       | 4 en ligne                        | 74 ch (54 kW) |             |              |              | 1986 - 1986   |
| Diesel         |           |                                   |               |             |              |              |               |
| 1.7D (CD17)    | 1 681 cm3 | 4 en ligne                        | 54 ch (40 kW) | 100         |              |              | 1982 - 1986   |

#### Motorisations montées sur la production italienne
| Moteur  | Cylindrée | Nbre de cylindres et architecture | Puissance                   | Couple max.       | Vitesse max. | 0 à 100 km/h | Disponibilité |
| ------- | --------- | --------------------------------- | --------------------------- | ----------------- | ------------ | ------------ | ------------- |
| Essence |           |                                   |                             |                   |              |              |               |
| 1,2     | 1 186 cm3 | Flat-4                            | 63 (46 kW) à 6000 tr/min    | 88 à 3200 tr/min  | km/h         |              |               |
| 1,2     | 1 186 cm3 | Flat-4                            | 68 ch (50 kW) à 6000 tr/min | 90 à 3200 tr/min  |              |              |               |
| 1,4     | 1 350 cm3 | Flat-4                            | 71 ch (52 kW) à 6000 tr/min | 105 à 3000 tr/min |              |              |               |
| 1,4     | 1 350 cm3 | Flat-4                            | 86 ch (63 kW) à 5800 tr/min | 121 à 4000 tr/min |              |              |               |
| 1,5     | 1 490 cm3 | Flat-4                            | 95 ch (70 kW) à 5800 tr/min | 130 à 4000 tr/min |              |              |               |

### Galerie

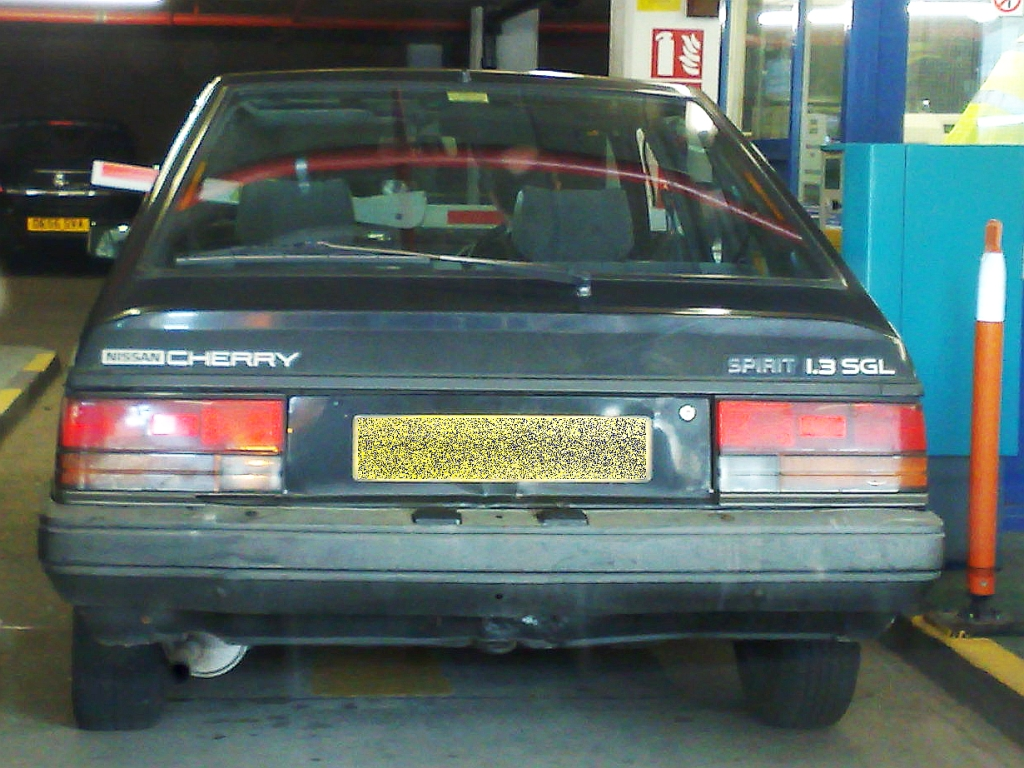
Face arrière des Nissan Cherry vendues au Japon
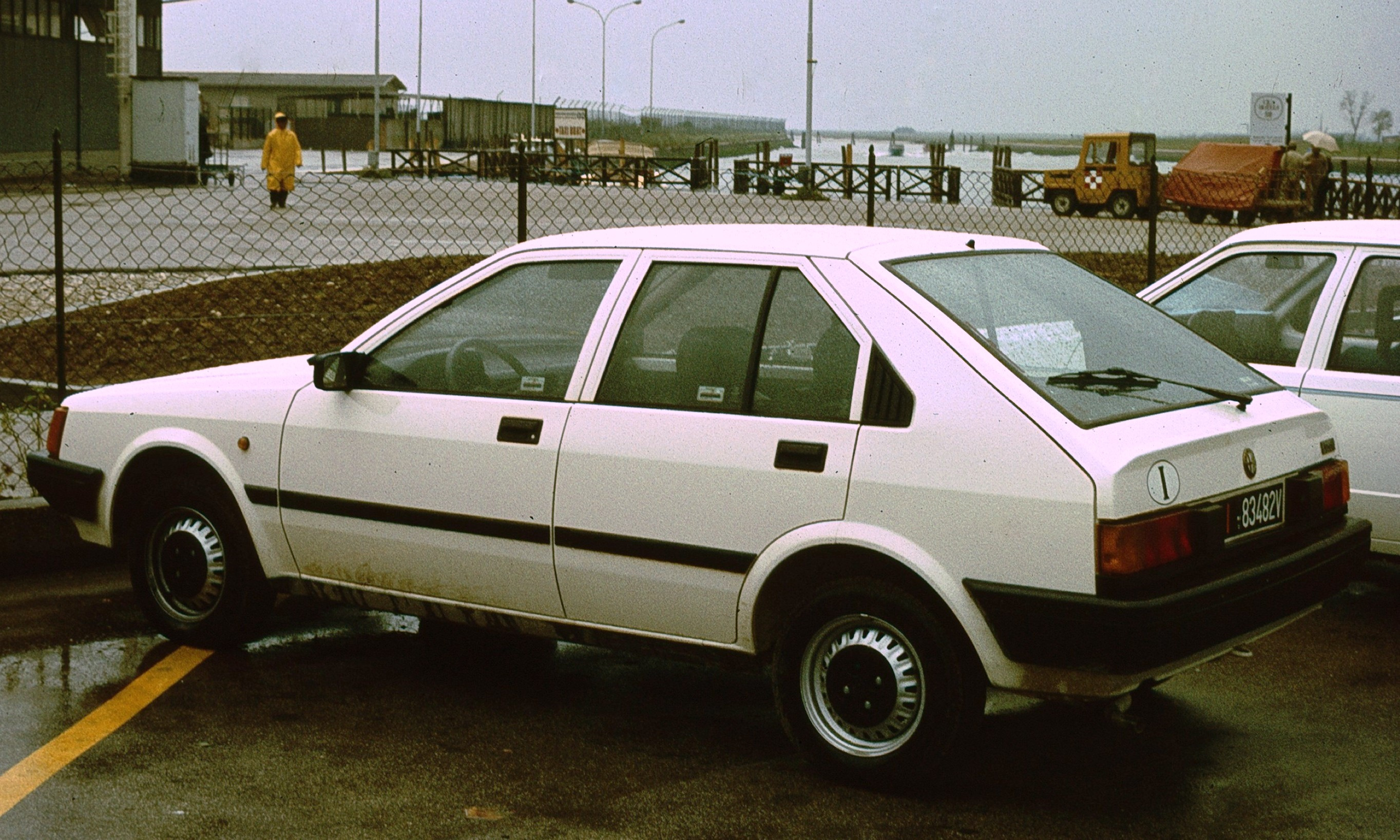
Alfa-Romeo Arna, une Nissan Cherry rebadgée et légèrement modifiée
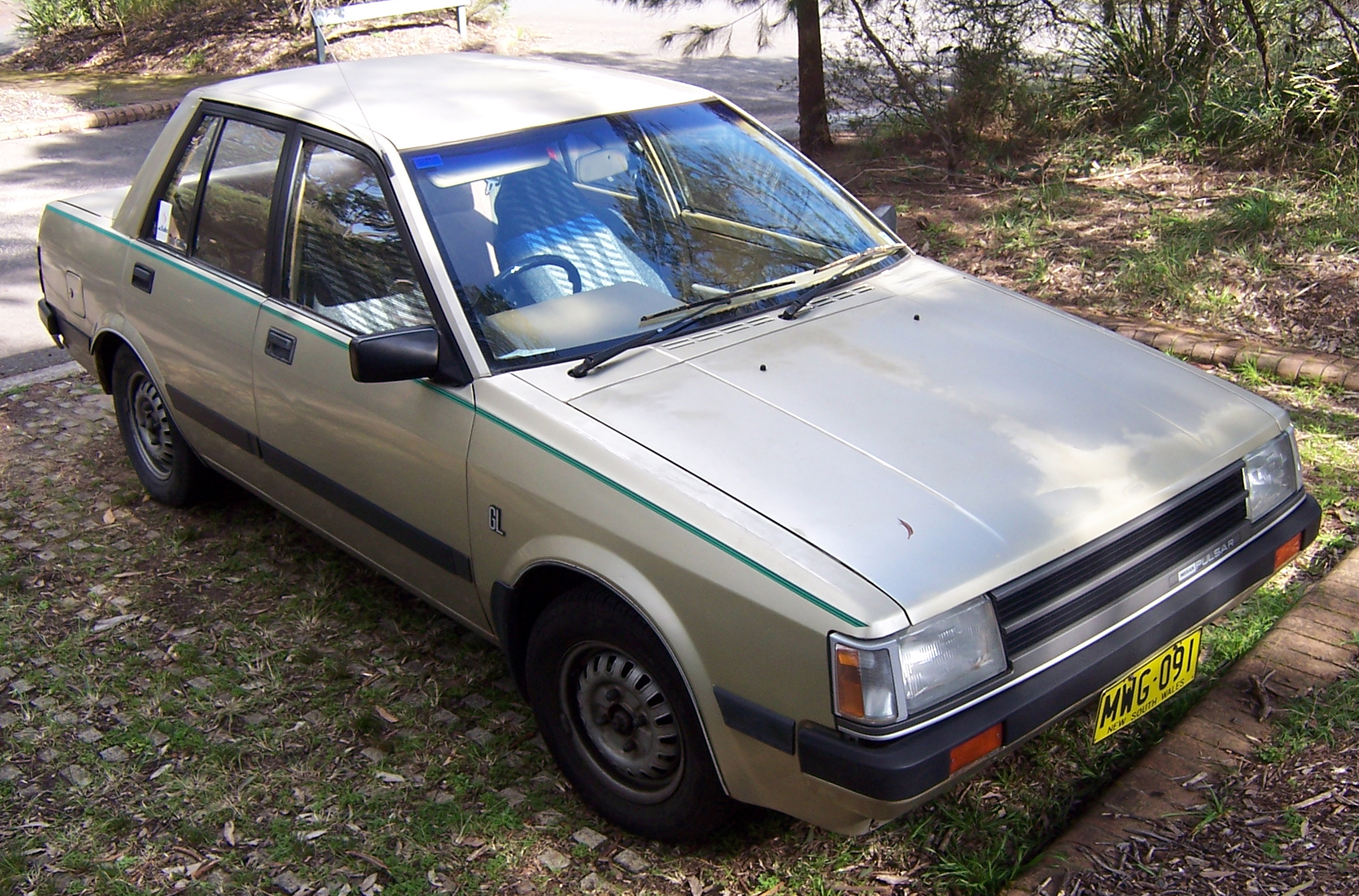
Datsun Pulsar N12 (Australie)
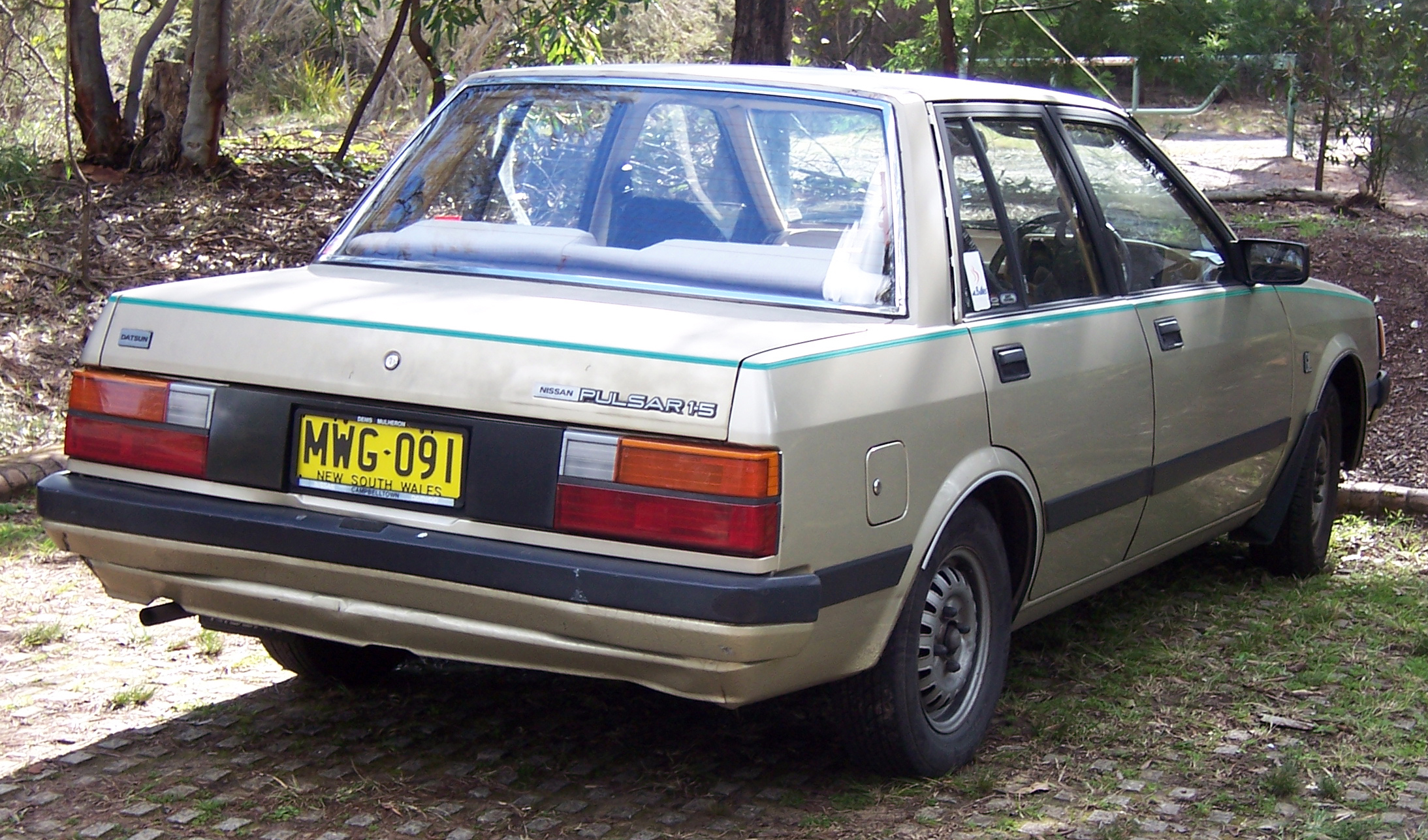
Datsun Pulsar N12 (Australie)
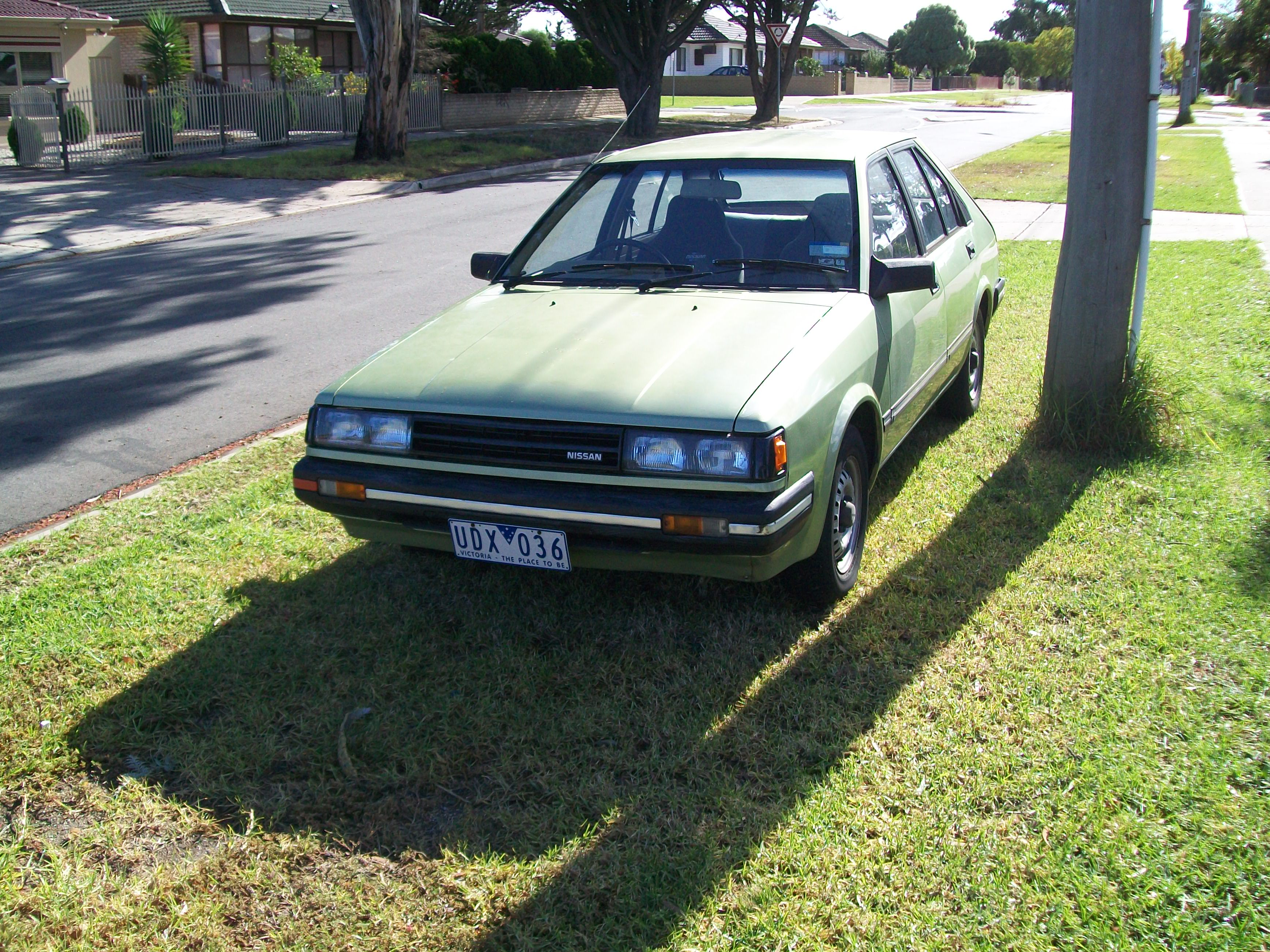
Nissan Pulsar N12 5 portes de 1985-1987 (Australie)
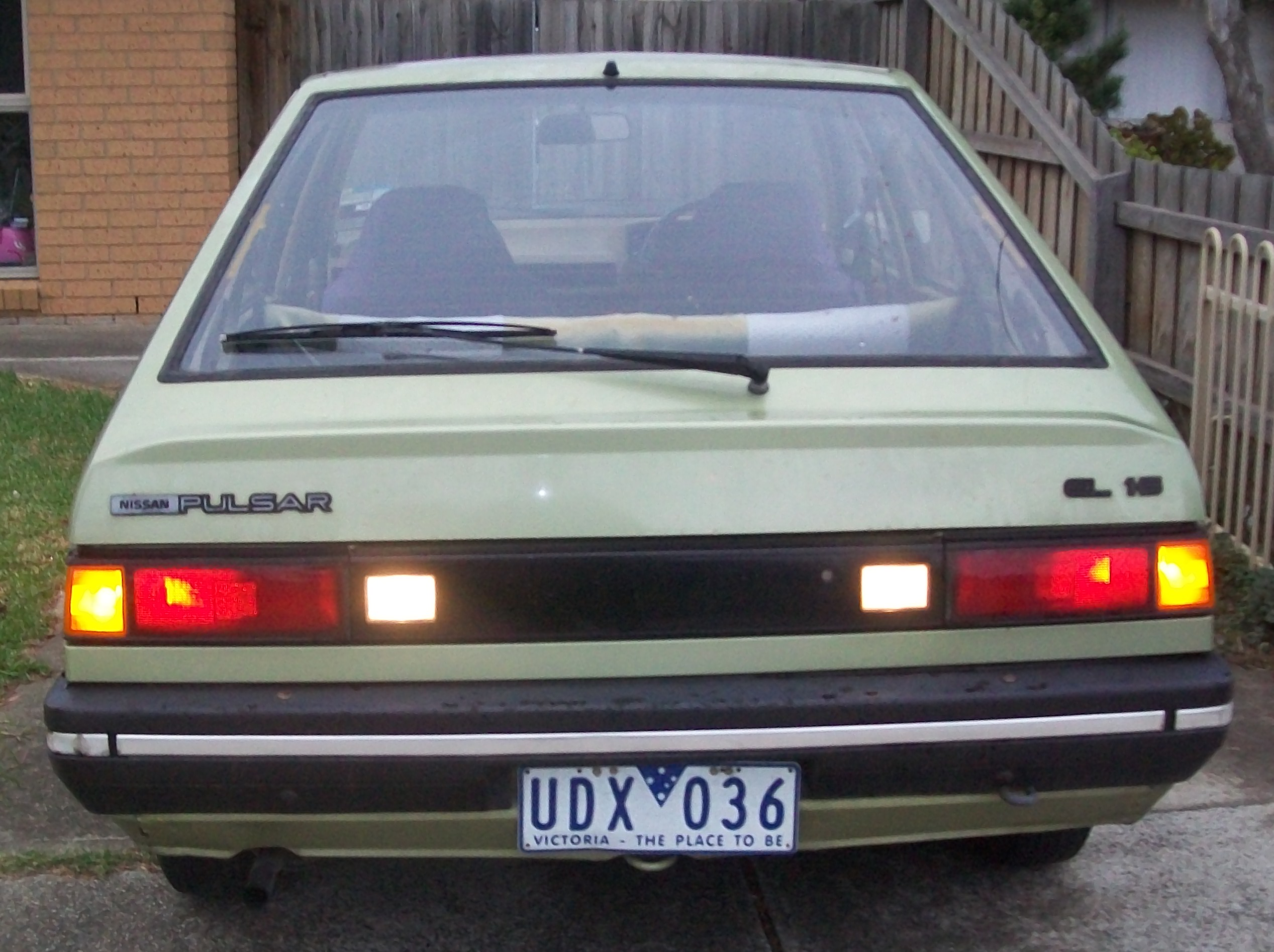
Nissan Pulsar N12 5 portes de 1985-1987 (Australie)
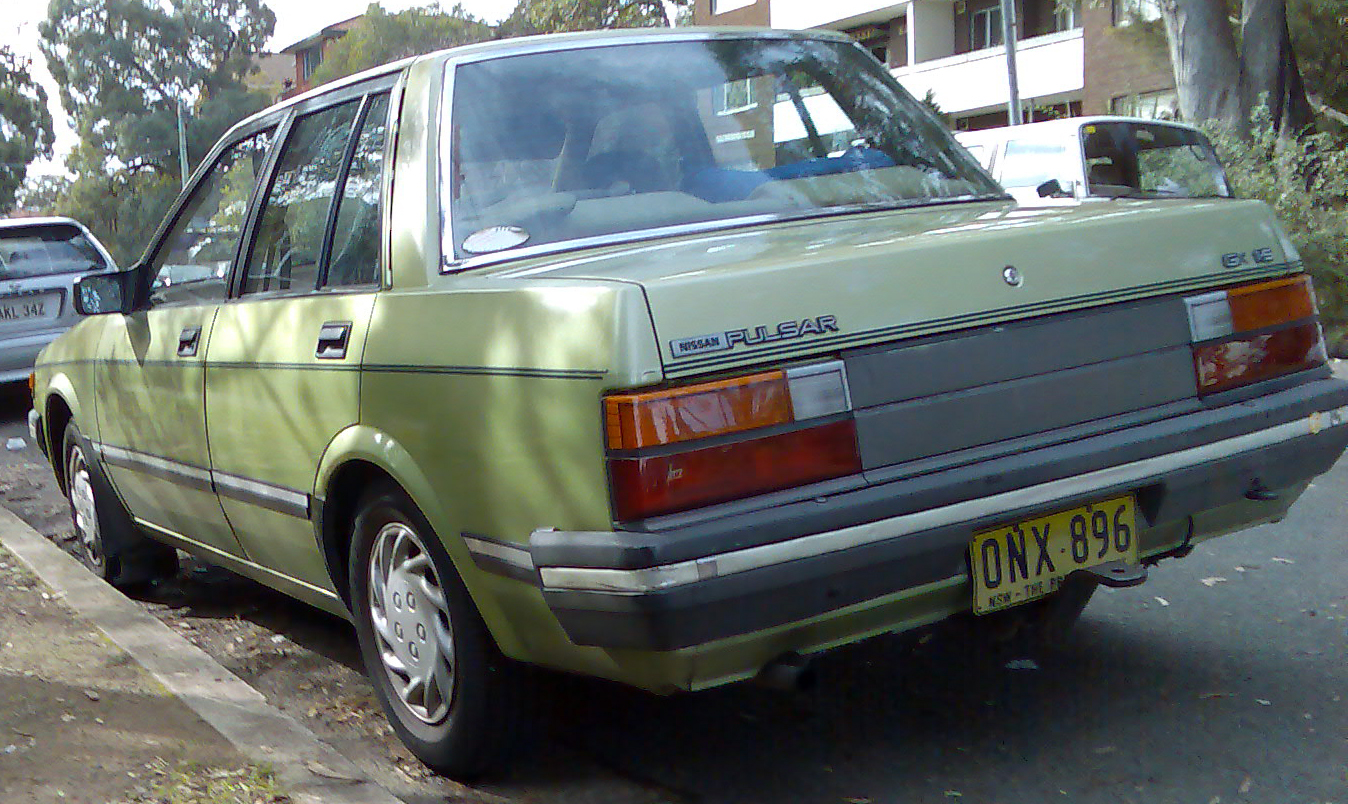
Nissan Pulsar N12 4 portes de 1985-1987 (Australie)
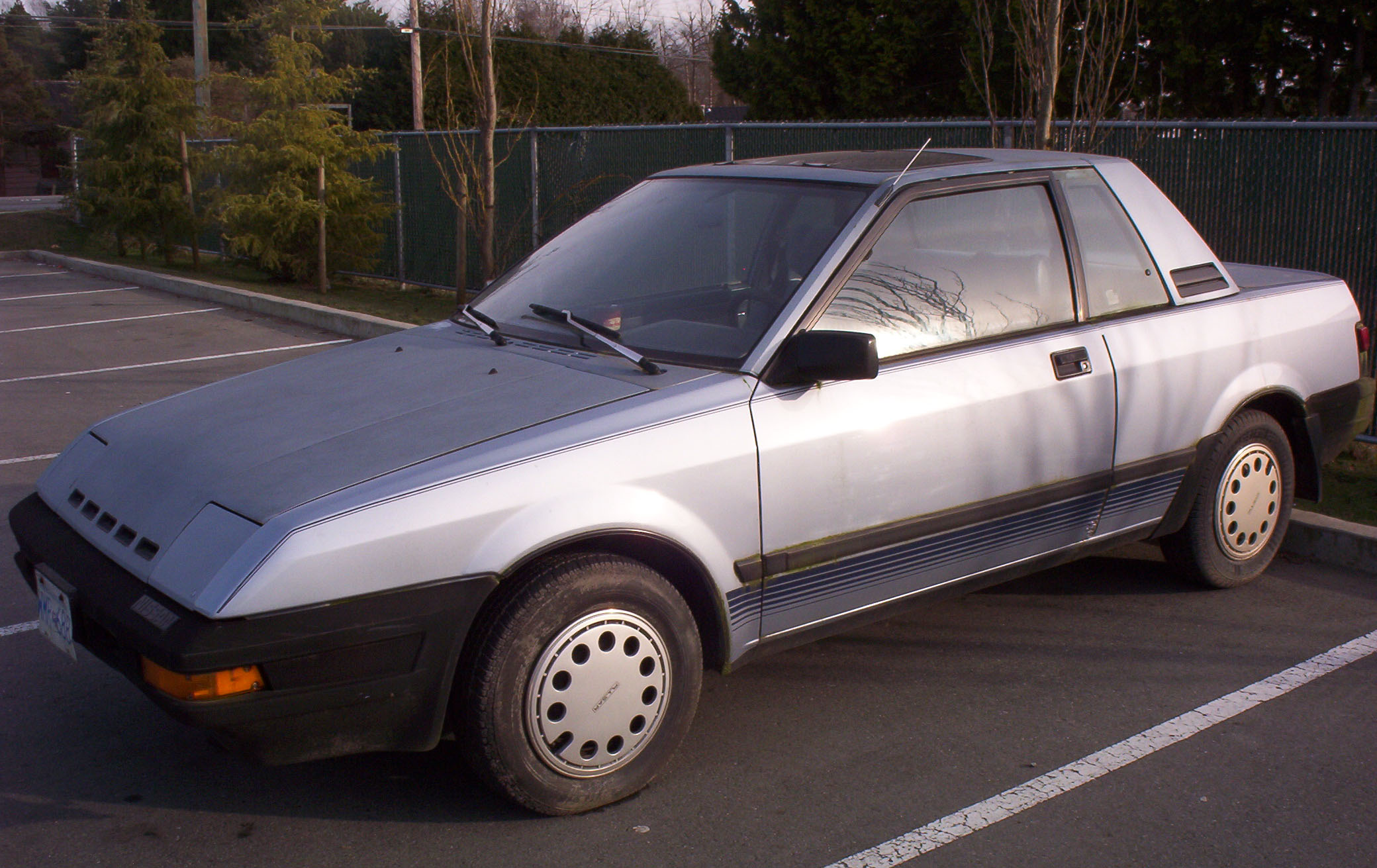
Nissan Pulsar NX (Coupé)